# Комптон, Томас (философ)
Томас Комптон Карлтон (лат. Thomas Comptonus Carleton Cantabrigiensis, 1591, Кембриджшир — 24 марта 1666, Льеж) — английский философ-иезуит, теолог. Известен полемикой с Рене Декартом. Был одним из первых схоластов, предложивших критику картезианской философии в схоластическом учебнике.

## Биография
Томас Комптон Карлтон родился в 1591 в Кембриджшире. Он вступил в Общество Иисуса в 1617 году, изучал литературу в коллегии святого Омера во Фландрии, управляемой испанцами, затем философию и теологию в Льеже. После Карлтон переехал в Испанию, где обучался в коллегии Мадрида и в английской коллегии в Вальядолиде. Там он встретился с Родриго де Арриагой, который, по его словам, был его сокурсником.
Преподавал короткое время в коллегии Дуэ (Collegium Duacense) с 1619 по 1622 год, прежде чем перейти на преподавательские должности в коллегии Сен-Омера (Collegium Audomarense), а затем в Льеже (Collegium Anglorum Leodiense), где он оставался до конца своей жизни.
Умер Томас Комптон в 1666 году в Льеже.

## Philosophia universalis (Всеобщая философия)
Его основной философский труд «Philosophia Universa» является образцом педагогической практики иезуитов, поскольку остается верной фундаментально аристотелевскому видению философии, как того требует иезуитский Ratio Studiorum, но выражает оригинальность своих тезисов.
Комптон в своём философском курсе критикует взгляды Декарта на субстанциальные и акцидентальные формы, Евхаристию, творение, тело и материю.

## Труды
- Philosophia universa serenissimo principi, Maximiliano, Antverpiae, 1649.
- Prometheus Christianus seu liber Moralium in quo philosophiae moralis finis et scopus aperitur, simulque media quibus in homine formando in hominem utitur declarantur ex antiquorum Philosophorum monumentis declarantur, Anvers, 1652.
- Cursus theologicus, tomus prior ea brevitate conscriptus, quam tot, tantarumque rerum amplitudo et varietas patitur, quas prima pars et prima secundae Divi Thomae complectuntur, quaestiones insuper ad mores, et praxim spectantes quae peculiarem cum scholasticis habent connexionem declarantur, Liège, 1659.
- Cursus theologicus, tomus posterior patitur quas secundae et tertiae pars divi Thomae complectitur, quaestiones insuper ad mores et praxim spectantes maxime circa Sacramenta accurate declarantur, Liège, 1662.
- Cursus Philosophicus Universus, additis indicibus necessariis, Antverpiae, 1697.
- Disputationes physicae, ubi etiam de generatione, et corruptione, Salmanicae, 1676.
- Disputationes in universam Aristotelis Logicam, Salmanicae, 1716.